# Juncal
Juncal és una sèrie de televisió original de Jaime de Armiñán, creada a partir d'un capítol de la sèrie Cuentos imposibles, que havia dirigit en 1984. La sèrie es va rodar en 1988 i es va emetre en TVE1 a l'any següent. Consta de set capítols d'una hora aproximada de durada.

## Argument
José Álvarez "Juncal" és un matador de toros que va triomfar en els anys quaranta, cinquanta i seixanta fins que una banyada el va deixar inútil per a la professió. En el cim de la seva carrera va contreure matrimoni amb la rica cordovesa Julia Muñoz, a qui va abandonar després de tenir dos fills amb ella. Després de vint anys de convivència amb la seva amant Teresa Campos, aquesta l'expulsa de la seva vida després de conèixer les seves infidelitats, per la qual cosa Juncal decideix tornar a Còrdova per intentar recuperar la seva família.

## Fitxa artística
| Personatge            | Intèrpret                 |
| --------------------- | ------------------------- |
| José Álvarez "Juncal" | Francisco Rabal           |
| "Búfalo"              | Rafael Álvarez "El Brujo" |
| Teresa Campos         | Emma Penella              |
| Julia Muñoz           | Carmen de la Maza         |
| Domingo Camprecios    | Fernando Fernán Gómez     |
| Manolo Álvarez        | Luis Miguel Calvo         |
| Bernardo Álvarez      | Manuel Zarzo              |
| Rosario               | Cristina Hoyos            |
| Merche                | Lola Flores               |

## Fitxa tècnica
| Guió y direcció    | Jaime de Armiñán   |
| Música             | Vainica Doble      |
| Fotografia         | Teo Escamilla      |
| Muntatge           | José Luis Matesanz |
| Direcció artística | Alfonso L. Barajas |
| Vestuari           | María Luisa Zabala |
| Producció          | Félix Rodríguez    |

## Curiositats
- Amb un pressupost de 400 milions de pessetes, va necessitar 6 mesos de rodatge i 7 de muntatge.
- Rodada a Sevilla, Còrdova, Lisboa i el sud de França.
- Luis Miguel Calvo, que interpreta al fill de Juncal, és matador de toros en la vida real.
- Francisco Rabal considerava Juncal com un dels seus papers més rics i interessants, junt als de Nazarín i Los santos inocentes.[2]

## Premis
- ADIRCAE a la Millor Sèrie de Televisió.
- Fotogramas de Plata al millor intèrpret de televisió (Francisco Rabal).
- Premi Ondas a la Millor Sèrie Nacional.
- TP d'Or al Millor Actor (Rafael Álvarez "El Brujo").